# Ramburelles
Ramburelles és un municipi francès situat al departament del Somme i a la regió dels Alts de França. L'any 2007 tenia 251 habitants.

## Demografia

### Població
El 2007 la població de fet de Ramburelles era de 251 persones. Hi havia 93 famílies de les quals 26 eren unipersonals (13 homes vivint sols i 13 dones vivint soles), 29 parelles sense fills, 25 parelles amb fills i 13 famílies monoparentals amb fills.
La població ha evolucionat segons el següent gràfic:
Habitants censats

### Habitatges
El 2007 hi havia 105 habitatges, 97 eren l'habitatge principal de la família, 4 eren segones residències i 4 estaven desocupats. Tots els 103 habitatges eren cases. Dels 97 habitatges principals, 77 estaven ocupats pels seus propietaris, 18 estaven llogats i ocupats pels llogaters i 2 estaven cedits a títol gratuït; 1 tenia una cambra, 4 en tenien dues, 14 en tenien tres, 24 en tenien quatre i 54 en tenien cinc o més. 77 habitatges disposaven pel capbaix d'una plaça de pàrquing. A 31 habitatges hi havia un automòbil i a 51 n'hi havia dos o més.

### Piràmide de població
La piràmide de població per edats i sexe el 2009 era:
| Homes | Edats   | Dones |
| ----- | ------- | ----- |
| 0     | 95 o +  | 0     |
| 0     | 90 a 94 | 0     |
| 0     | 85 a 89 | 0     |
| 0     | 80 a 84 | 0     |
| 0     | 75 a 79 | 0     |
| 4     | 70 a 74 | 4     |
| 12    | 65 a 69 | 4     |
| 8     | 60 a 64 | 4     |
| 8     | 55 a 59 | 12    |
| 0     | 50 a 54 | 8     |
| 4     | 45 a 49 | 0     |
| 8     | 40 a 44 | 8     |
| 8     | 35 a 39 | 12    |
| 12    | 30 a 34 | 8     |
| 0     | 25 a 29 | 12    |
| 16    | 20 a 24 | 4     |
| 8     | 15 a 19 | 12    |
| 8     | 10 a 14 | 8     |
| 0     | 5 a 9   | 8     |
| 8     | 0 a 4   | 8     |

## Economia

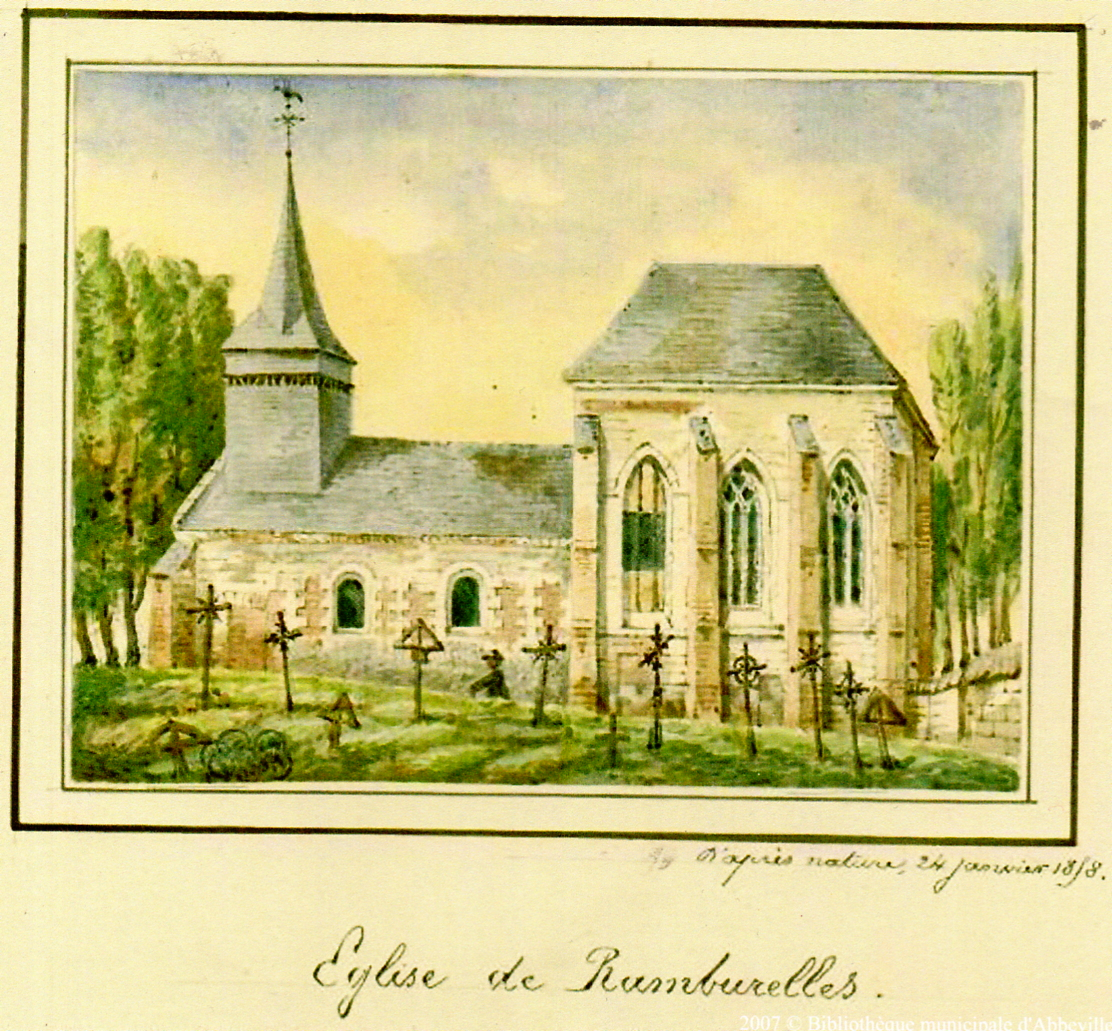

El 2007 la població en edat de treballar era de 152 persones, 116 eren actives i 36 eren inactives. De les 116 persones actives 107 estaven ocupades (68 homes i 39 dones) i 9 estaven aturades (4 homes i 5 dones). De les 36 persones inactives 7 estaven jubilades, 13 estaven estudiant i 16 estaven classificades com a «altres inactius».

### Ingressos

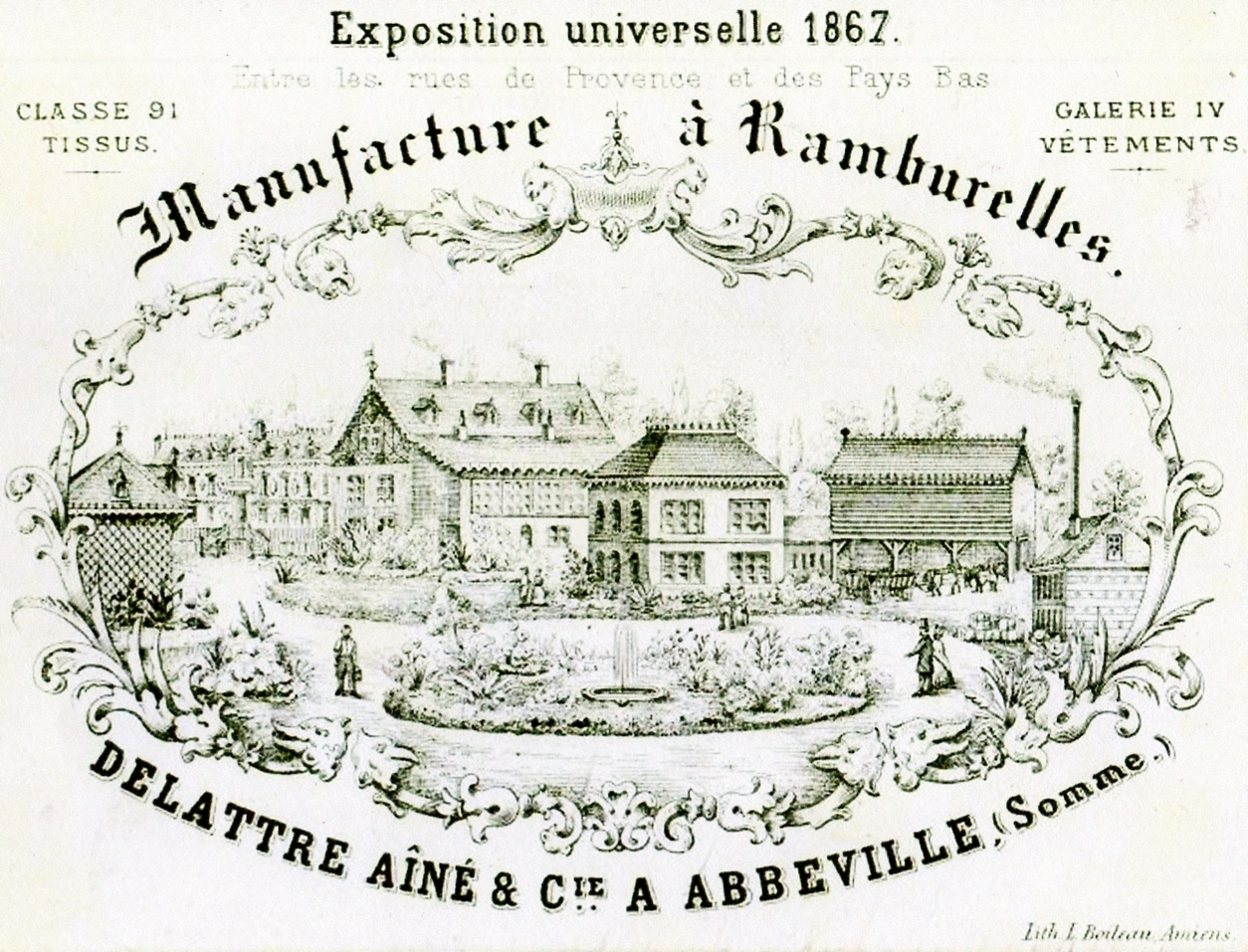

El 2009 a Ramburelles hi havia 98 unitats fiscals que integraven 244 persones, la mediana anual d'ingressos fiscals per persona era de 16.341 €.

### Activitats econòmiques
Dels 7 establiments que hi havia el 2007, 1 era d'una empresa de fabricació d'altres productes industrials, 2 d'empreses de construcció, 2 d'empreses d'hostatgeria i restauració, 1 d'una empresa financera i 1 d'una empresa immobiliària.
Els 2 serveis als particulars que hi havia el 2009 eren fusteries.
L'any 2000 a Ramburelles hi havia 9 explotacions agrícoles que ocupaven un total de 435 hectàrees.

## Equipaments sanitaris i escolars
El 2009 hi havia una escola elemental integrada dins d'un grup escolar amb les comunes properes formant una escola dispersa.

## Poblacions més properes
El següent diagrama mostra les poblacions més properes.